# 576p

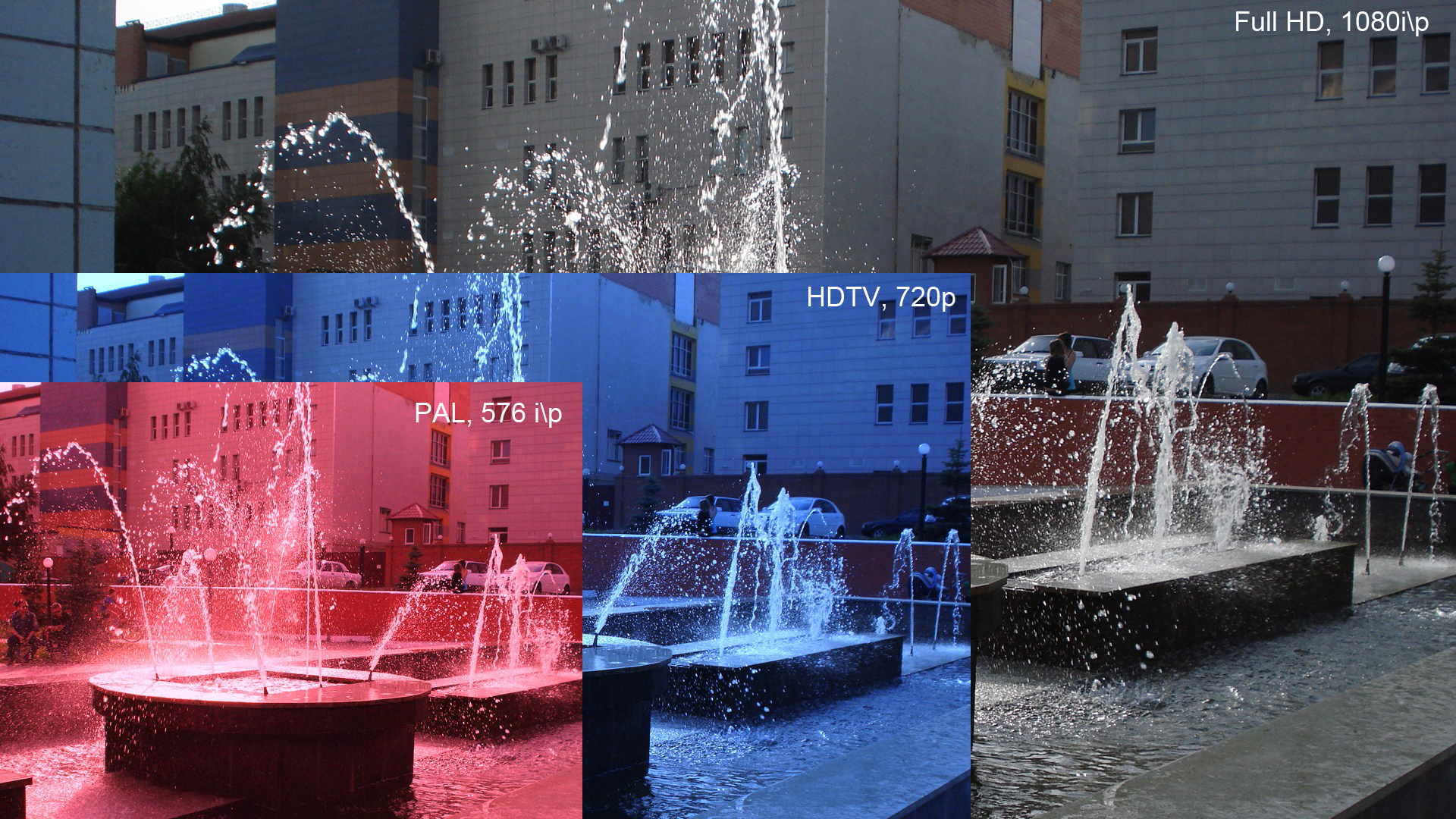
الفرق بين الدقة المتوسطة (576p) والدقة العالية الجودة والوضوح.

هو اسم مختصر لدقة عرض فيديو، يشير وجود الحرف p ضمن الرمز 576p إلى أسلوب المسح التقدمي، تتميز هذه الدقة بأنها تقوم بشمل 576 نقطة عمودية مع 720 نقطة أفقية بنسبة ارتفاع نسبة امتداد (صورة) نسبة امتداد (صورة) وأحيانا 16:9.
ويشير وجود الحرف p ضمن الرمز 576p إلى الأسلوب المتطور (Progressive) الذي يتعاكس مع الأسلوب المتداخل الذي يؤكده وجود الحرف i ضمن المصطلح 576i (الذي يشير إلى الأسلوب المتداخل Interlaced). ويضاهي هذا الأسلوب المتطور كما تشير بعض الأوساط المتخصصة في مجال تقنيات العرض والدقة أن 1080i رغم أنها تمسح عددا أقل من الأسطر إلا أنه يتميز بمزايا المسح المتطور مع توفر دقة عالية ثابتة للإظهار قدرها 720 سطر، الأمر الذي يعطي قدرة أكبر على التحكم بحركة الصورة أثناء البث المرئي.

## الاستخدام
يتم استخدام دقة العرض 576p غالبا في البث التلفزي عبر الأقمار الاصطناعية أو البث الأرضي الرقمي تلفاز قياسي الدقة، حيث يسهل استقبالها وتشغيلها وفق ما يتوفر عليه السوق من أجهزة استقبال كون أن هذه الدقة قياسية.